# Roland Scholten
Roland Scholten (Den Haag, 11 januari 1965), bijgenaamd 'The Tripod', is een Nederlands voormalig profdarter. Van 2013 tot en met 2022 was hij een van de vaste analisten in het Nederlandse televisieprogramma RTL7 Darts.

## Carrière
Scholten was een tijd full-prof, speelde in de beginjaren bij de BDO, deed zes keer mee aan de Embassy (1992–1998) (later BDO World Darts Championship geheten), was winnaar van het Brits en Zweeds Open, WDF-wereldkampioen (1993), PDC-wereldkampioen koppels (1997 met Raymond van Barneveld), koppelwinnaar in Nederland, Duitsland, Zweden en Finland.
Hij stapte in 2000 over naar de Professional Darts Corporation (PDC) waar Scholten tegen onder anderen Phil Taylor, Raymond van Barneveld, John Part en Peter Manley speelde. De eerste tv-finale die Roland Scholten bij de PDC speelde, was de World Grand Prix in 2001. Die finale verloor hij met 8–2 van Alan Warriner-Little. Scholten won in 2004 zijn eerste grote PDC-toernooi door in Bolton het UK Open op zijn naam te schrijven. In de loop der jaren won hij meerdere prijzen. In mei 2006 haalde hij de halve finale van de in Nederland gehouden International Darts League, waarin voor het eerst darters van beide dartsbonden meespeelden.
Zowel in 2005, 2006 als in 2007 speelde de Hagenaar mee in de Premier League Darts. In dit toernooi bereikte Scholten in 2005 de halve finale, waarin hij na een 11–7 voorsprong met 13–11 werd verslagen door meervoudig wereldkampioen Phil Taylor.
In 2006 bereikte hij de finale van het toernooi door in de halve finale zijn landgenoot Raymond van Barneveld met 11–3 te verslaan. In de hierop volgende finale moest Scholten na een tussenstand van 4–4 met 16–6 zijn meerdere erkennen in wederom Phil Taylor. In 2007 eindigde hij als laatste in de Premier League Darts.
Op 3 juni 2007 wist Scholten voor het eerst in bijna drie jaar een titel te winnen. In de finale van de Thialf Darts Trophy versloeg hij Chris Mason met 3–1 in sets, na eerder in het toernooi onder meer Barrie Bates, Mervyn King en Kevin Painter te hebben teruggewezen. Daarna won Scholten ook het befaamde Rabobank Millingen Open na een tweestrijd met Rob Braam.
Sinds 2020 is Scholten bondscoach van het Duitse nationale dartsteam.
In februari 2022 nam de toen 57-jarige Scholten deel aan het World Seniors Darts Championship. In de eerste ronde van het WK voor 50+’ers werd hij uitgeschakeld door Terry Jenkins met 3-0 in sets.

## Resultaten op Wereldkampioenschappen

### BDO
- 1994: Laatste 16 (verloren van Ronnie Sharp met 1-3)
- 1995: Laatste 32 (verloren van Colin Monk met 1-3)
- 1996: Laatste 16 (verloren van Richie Burnett met 1-3)
- 1997: Kwartfinale (verloren van  Mervyn King met 2-4)
- 1998: Halve finale (verloren van Richie Burnett met 1-5)
- 1999: Kwartfinale (verloren van Ronnie Baxter met 2-5)

### WDF
- 1993: Winnaar (gewonnen in de finale van Troels Rusel met 4-2)
- 1995: Laatste 64 (verloren van John-Joe O'Shea met 1-4)
- 1997: Laatste 64 (verloren van Benedicto Ybanes met 2-4)

### PDC
- 2001: Kwartfinale (verloren van Rod Harrington met 2-4)
- 2002: Laatste 16 (verloren van Dave Askew met 3-6)
- 2003: Kwartfinale (verloren van Alan Warriner-Little met 2-5)
- 2004: Laatste 32 (verloren van Lionel Sams met 2-4)
- 2005: Laatste 16 (verloren van Denis Ovens met 2-4)
- 2006: Laatste 16 (verloren van Adrian Lewis met 3-4)
- 2007: Laatste 16 (verloren van Colin Osborne met 2-4)
- 2008: Laatste 16 (verloren van Wayne Mardle met 3-4)
- 2009: Laatste 64 (verloren van  Carlos Rodriguez met 2-3)
- 2010: Laatste 64 (verloren van Steve Hine met 2-3)
- 2011: Laatste 64 (verloren van Ronnie Baxter met 0-3)
- 2012: Laatste 32 (verloren van Wayne Jones met 0-4)

### WSDT (Senioren)
- 2022: Laatste 24 (verloren van Terry Jenkins met 0-3)
- 2023: Laatste 32 (verloren van Robert Thornton met 0-3)

## Resultaten op de World Matchplay
- 2000: Laatste 32 (verloren van Rod Harrington met 9-11)
- 2001: Laatste 16 (verloren van Steve Beaton met 13-15)
- 2002: Laatste 16 (verloren van Colin Lloyd met 5-13)
- 2003: Laatste 32 (verloren van Peter Evison met 5-10)
- 2004: Laatste 16 (verloren van Jamie Harvey met 16-18)
- 2005: Laatste 16 (verloren van Dennis Smith met 10-13)
- 2006: Halve finale (verloren van James Wade met 17-19)
- 2007: Kwartfinale (verloren van Phil Taylor met 1-16)
- 2008: Laatste 32 (verloren van Matt Clark met 4-10)

## Trivia
- Scholten was vaak te zien als gastcommentator en analyticus bij RTL7 Darts, Viaplay en Eurosport 1 Live Darts.